# 히가시오사키촌 (미야기현)
히가시오사키촌(東大崎村)은 1950년까지 미야기현 다마쓰쿠리군의 남서부에 있던 정이다. 현재의 오사키시 후루카와 오사키· 후루카와 시미즈· 후루카와 닛타에 해당한다.

## 역사
- 1896년 4월 1일 - 오사키촌으로부터 분립해 성립하였다.
- 1950년 12월 16일 - 도다군 도미나가촌, 구리하라군 나가오카촌과 함께 후루카와시에 편입되었다.

## 행정
- 역대촌장

| 대 | 이름         | 취임                | 퇴임                | 비고 |
| -- | ------------ | ------------------- | ------------------- | ---- |
| 1  | 大場勝治     | 1896년 5월 29일     |                     |      |
| 2  | 鹿野善太郎   | （1904년）4월       |                     |      |
| 3  | 鈴木劭左衛門 | （1906년）11월 22일 | （1910년）11월 21일 |      |
| 4  | 大場助四郎   | （1910년）11월 24일 | （1914년）2월 27일  |      |
| 5  | 大場勝治     | （1914년）11월 30일 | （1916년）5월 21일  | 재임 |
| 6  | 中鉢繁三郎   | （1917년）1월 15일  | （1921년）1월 14일  |      |
| 7  | 門脇繁三郎   | （1921년）4월 6일   | （1925년）4월 5일   |      |
| 8  | 中鉢作太郎   | （1925년）5월 7일   | （1933년）5월 6일   |      |
| 9  | 星亀治       | （1933년）5월 25일  | （1937년）5월 24일  |      |
| 10 | 中鉢静       | （1937년）5월 31일  | （1946년）11월 25일 |      |
| 11 | 渋谷庄治     | （1947년）4월 8일   | （1950년）12월 15일 |      |

## 교통
- 국철:리쿠우토선
- ※합병 후인 1955년에 히가시오사키역이 개업.